# Museo del Hombre y la Tecnología
Le Museo del Hombre y la Tecnología (en français : Musée de l'homme et de la technologie) est un musée situé dans la ville de Salto, en Uruguay.

## Histoire

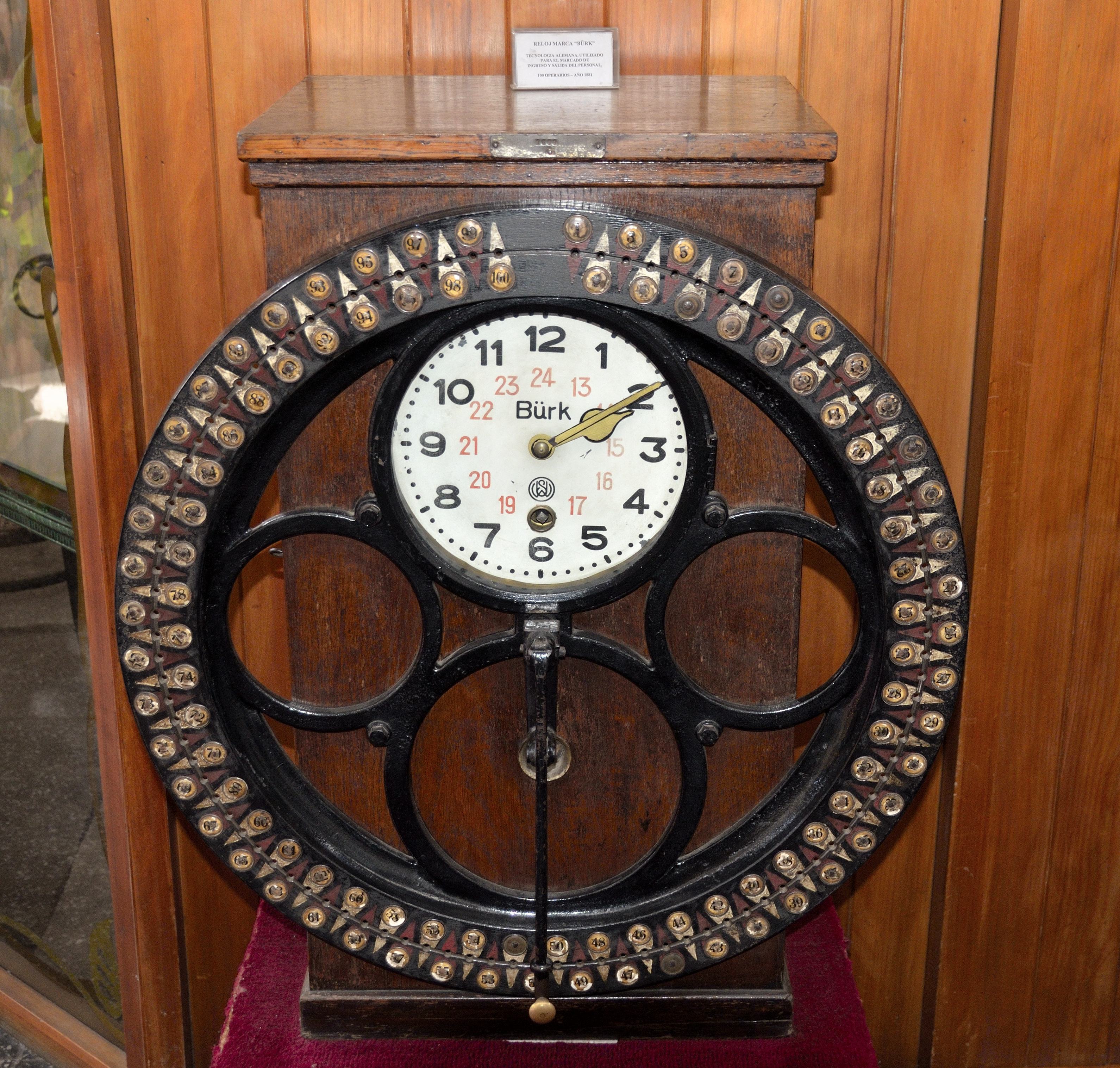
Pendule à l'intérieur du Museum.

Il occupe les locaux d'un ancien marché central dans un bâtiment construit entre 1909 et 1915. Il a été inauguré en 1980.
Ses expositions sont consacrées à démontrer comment l'évolution de la technologie a influencé la vie des habitants de l'Uruguay et du reste du monde.  Ses salles présentent des expositions interactives consacrées à l'évolution de la technologie dans la région. Ces expositions sont réparties dans onze salles et dans une zone centrale. Le directeur du musée depuis 2010 est le professeur Mario Trindade. Les collections comprennent des machines agricoles de l'époque de la colonisation, des montres, des appareils photo, des vêtements vintage, et des découvertes archéologiques des 2 000 dernières années, découvertes lors de la construction du barrage de Salto Grande, entre autres. Une pièce séparée contient des informations sur le barrage et son fonctionnement,.